# 주앙 세자르 몬테이루
주앙 세자르 몬테이루(포르투갈어: João César Monteiro Santos 주앙 세자르 몬테이루 산투스[*], 1939년 2월 2일–2003년 2월 3일)는 포르투갈의 영화 감독, 배우, 작가, 영화 평론가다. 노부 시네마 운동을 시작한 젊은 영화감독 가운데 한 명이었다.

## 작품 활동

### 영화

#### 감독

##### 장편
- 1972년 《미완성 영화의 단편 : 신성가족》
- 1975년 《나는 이 검으로 무엇을 하는가?》
- 1978년 《여정》
- 1982년 《실베스트르》
- 1986년 《바다의 꽃》
- 1989년 《노란 집의 추억》
- 1992년 《라스트 다이빙》
- 1995년 《신의 코미디》
- 1997년 《존 웨인의 히프》
- 1999년 《신의 결혼식》
- 2000년 《백설공주》
- 2003년 《오고 가며》

##### 단편
- 1969년 《소피아 드 멜루 브라이너 안드레센》
- 1971년 《Quem Espera por Sapatos de Defunto Morre Descalço》
- 1975년 《Amor de Mãe》
- 1979년 《O Amor das Três Romãs》
- 1979년 《Os Dois Soldados》
- 1979년 《O Rico e o Pobre》
- 1995년 《O Bestiário ou o Cortejo de Orpheu》
- 1995년 《Lettera Amorosa》
- 1995년 《Passeio com Johnny Guitar》

#### 제작
- 1971년 《Quem Espera por Sapatos de Defunto Morre Descalço》
- 1979년 《O Amor das Três Romãs》
- 1996년 《바다의 꽃》

#### 출연
- 1979년 《불운의 사랑》 (감독: 마노엘 드 올리베이라)
- 1983년 《A Estrangeira》 (감독: 주앙 마리우 그릴루)
- 1987년 《바다의 꽃》
- 1989년 《Doc's Kingdom》 (감독: 로버트 크레이머)
- 1989년 《진실하고 성실한 관계》 (감독: 마르가리다 질)
- 1989년 《노란 집의 추억》
- 1990년 《Conserva Acabada》
- 1992년 《Paroles, de Anne Benhaïem》
- 1992년 《흑장미》 (감독: 마르가리다 질)
- 1995년 《Passeio com Johnny Guitar》
- 1995년 《Lettera Amorosa》
- 1995년 《O Bestiário ou o Cortejo de Orpheu》
- 1995년 《신의 코미디》
- 1997년 《존 웨인의 히프》
- 1999년 《신의 결혼식》
- 2003년 《오고 가며》

### 단행본
- 1959년 《Corpo Submerso》
- 1974년 《Morituri te Salutant》
- 1998년 《Le Bassin de John Wayne/As Bodas de Deus》
- 1999년 《Uma Semana Noutra Cidade》

### 잡지와 신문
- 《Les Cahiers du Cinéma》
- 《O Cinéfilo》
- 《Diário de Notícias》
- 《Imagem》
- 《A República》
- 《O Tempo e o Modo》
- 《Trafic》